# Algarve Cup 1996
L'Algarve Cup 1996 è stata la terza edizione dell'Algarve Cup. Ebbe luogo dall'11 al 17 marzo 1996.

## Formato
Nella terza edizione l'Olanda, l'Italia e gli Stati Uniti furono rimpiazzate da Cina, Russia e Islanda.
Le 8 squadre erano divise in due gironi all'italiana. Dopo gli scontri diretti nel girone, vennero disputate quattro finali: la finale per il settimo posto tra le quarte, la finale per il quinto posto tra le terze, la finale per il terzo posto tra le seconde e la finale tra le prime.
Erano assegnati tre punti per la vittoria, uno per il pareggio e zero per la sconfitta. In caso di parità di punti, venivano considerati gli scontri diretti, la differenza reti e i gol fatti.

## Squadre
- Cina
- Danimarca
- Finlandia
- Islanda

- Norvegia
- Portogallo
- Russia
- Svezia

## Fase a gironi

### Gruppo A
| Squadra    | Pt | G | V | N | P | GF | GS | DR |
| ---------- | -- | - | - | - | - | -- | -- | -- |
| Norvegia   | 9  | 3 | 3 | 0 | 0 | 10 | 1  | +9 |
| Cina       | 6  | 3 | 2 | 0 | 1 | 7  | 4  | +3 |
| Russia     | 3  | 3 | 1 | 0 | 2 | 2  | 5  | -3 |
| Portogallo | 0  | 3 | 0 | 0 | 3 | 1  | 10 | -4 |

| 11 marzo 1996 | Norvegia | 4 – 1 | Cina |  |

| 11 marzo 1996 | Russia | 2 – 1 | Portogallo |  |

| 13 marzo 1996 | Norvegia | 3 – 0 | Portogallo |  |

| 13 marzo 1996 | Cina | 1 – 0 | Russia |  |

| 15 marzo 1996 | Norvegia | 3 – 0 | Russia |  |

| 15 marzo 1996 | Cina | 5 – 0 | Portogallo |  |

### Gruppo B
| Squadra   | Pt | G | V | N | P | GF | GS | DR  |
| --------- | -- | - | - | - | - | -- | -- | --- |
| Svezia    | 9  | 3 | 3 | 0 | 0 | 10 | 1  | +9  |
| Danimarca | 6  | 3 | 2 | 0 | 1 | 6  | 3  | +3  |
| Islanda   | 3  | 3 | 1 | 0 | 2 | 3  | 5  | -2  |
| Finlandia | 0  | 3 | 0 | 0 | 3 | 1  | 12 | -11 |

| 11 marzo 1996 | Svezia | 2 – 1 | Danimarca |  |

| 11 marzo 1996 | Islanda | 3 – 1 | Finlandia |  |

| 13 marzo 1996 | Svezia | 7 – 0 | Finlandia |  |

| 13 marzo 1996 | Danimarca | 3 – 0 | Islanda |  |

| 15 marzo 1996 | Svezia | 1 – 0 | Islanda |  |

| 15 marzo 1996 | Danimarca | 2 – 0 | Finlandia |  |

## Finale Settimo Posto
| 17 marzo 1996                                           | Portogallo | 3 – 0 | Finlandia |  |
| \| \| \| \| \| Couto Xavier Sequeira \| Marcatori \| \| |            |       |           |  |
|                                                         |            |       |           |  |
| Couto Xavier Sequeira                                   | Marcatori  |       |           |  |

## Finale Quinto Posto
| 17 marzo 1996                                                                            | Russia               | 1 – 1 (d.t.s.) | Islanda |  |
| \| \| \| \| \| Bossikova \| Marcatori \| Ólafsdóttir \| \| \| Tiri di rigore 3 – 2 \| \| |                      |                |         |  |
|                                                                                          |                      |                |         |  |
| Bossikova                                                                                | Marcatori            | Ólafsdóttir    |         |  |
|                                                                                          | Tiri di rigore 3 – 2 |                |         |  |

## Finale Terzo Posto
| 17 marzo 1996                                               | Cina      | 2 – 1    | Danimarca |  |
| \| \| \| \| \| Qingmei autorete \| Marcatori \| Petersen \| |           |          |           |  |
|                                                             |           |          |           |  |
| Qingmei autorete                                            | Marcatori | Petersen |           |  |

## Finale
| 17 marzo 1996                                                      | Norvegia  | 4 – 0 | Svezia |  |
| \| \| \| \| \| Aarønes 8’ 83’ Pettersen 36’ 71’ \| Marcatori \| \| |           |       |        |  |
|                                                                    |           |       |        |  |
| Aarønes 8’ 83’ Pettersen 36’ 71’                                   | Marcatori |       |        |  |

## Classifica finale
| Posizione | Squadra    |
| --------- | ---------- |
| 1         | Norvegia   |
| 2         | Svezia     |
| 3         | Cina       |
| 4         | Danimarca  |
| 5         | Russia     |
| 6         | Islanda    |
| 7         | Portogallo |
| 8         | Finlandia  |